# Giuseppe Torelli
Giuseppe Torelli (Verona, 1658. április 22. – Bologna, 1709. február 8.) olasz barokk zeneszerző, viola d’amore- és hegedűművész, hegedűtanár. A mai értelemben vett hegedűverseny atyja.

## Élete
Veronában született, de családja korán Bolognába költözött. Gyermekkori zenei tanulmányairól nem sokat tudunk. Valószínűleg vagy Leonardo Brugnoli vagy Bartolomeo Laurenti tanította hegedülni, de Giacomo Antonio Perti biztosan tanította zeneszerzésre. Pályájáról az első biztos adat 1686-ból származik: ekkor lett a bolognai San Petronio székesegyház violajátékosa. Még ebben az évben tagjai közé választotta a Filharmóniai Akadémia.
Miután a zenekar feloszlott, Torelli Bécsben és a Német-római Birodalom területén tevékenykedett, elsősorban mint hegedűművész. Hosszabb időt töltött karmesterként az ansbachi őrgróf udvarában. 1695-ben tért vissza Bolognába, ahol Pertivel újraszervezték a katedrális zenekarát, amelynek koncertmestere lett. 1709. február 8-án Bolognában halt meg.

## Munkássága
Legnagyobb érdeme, hogy megteremtette a mai értelemben vett hegedűversenyt, ahol a szólóhangszer jelentékeny mértékben kiválik az együttesből. 1–3 trombitára írt sinfoniái, concertoi és szonátái a fejlett koncert formához vezető utat járják végig. A lassú tételekben a hegedű kap központi szerepet, virtuóz szólamokat.
1692-ben adja ki Sinfonie e tre e Concerti a quattro op.5 című gyűjteményét, amely 6 művet tartalmazz. A darabok a templomi szonáta típusához tartoznak. A gyűjtemény hatodik darabjának műfaj megjelölése concerti, míg az előbbi öt mű esetében a szerző a sinfonia megnevezéssel él. A concerti nagy zenekarra íródott és szerkezete is különbözik a sinfoniák szerkezetéttől.
Következő jelentős gyűjteménye 1698-ban Concerti musicali a quattro, op.6. címen látott napvilágot. A 12 koncert vonósokra és basso continuóra íródott. Két mű esetében az első tételek kielégítik a szólókoncert-tétel követelményeit. Az Alessandro Scarlatti-féle opera-sinfonia mintáját követve a darabok három tételesek, de előfordul köztük négy tételes mű is.
1709-ben, posztumusz jelent meg Concerti grossi con una Pastorale per il santissimo natale, op.8. Ez a gyűjtemény is 12 koncertet tartalmaz. Az utolsó hat mű tisztán szóló hegedűverseny. A darabok háromtételesek, két gyorsabb tétel fog közre egy középső lassú tételt. Mindegyik versenyműben a felső szólamot emelik ki, virtuóz és játékos vonások csak a szóló epizódokban fordul elő.

## Ismertebb szerzeményei
Torelli több alkotása igen dallamos és gyakran játszott. Ezek közül érdemes megemlíteni a D-dúr trombitaversenyt és a Karácsonyi koncertót.

## Fordítás
- Ez a szócikk részben vagy egészben  a   Giuseppe Torelli című angol Wikipédia-szócikk fordításán alapul.  Az eredeti cikk szerkesztőit annak laptörténete sorolja fel. Ez a jelzés csupán a megfogalmazás eredetét és a szerzői jogokat jelzi, nem szolgál a cikkben szereplő információk forrásmegjelöléseként.